# Jens Ramskov
Jens Ramskov (født 1952) er videnskabsredaktør på tidsskriftet Ingeniøren.
Han har tidligere været ansat hos Ericsson.
Den 2. juli 2020 modtog han H.C. Ørsted Medaljen i sølv, som kun den tredje videnskabsjournalist nogensinde.